# Sanjay Gandhi

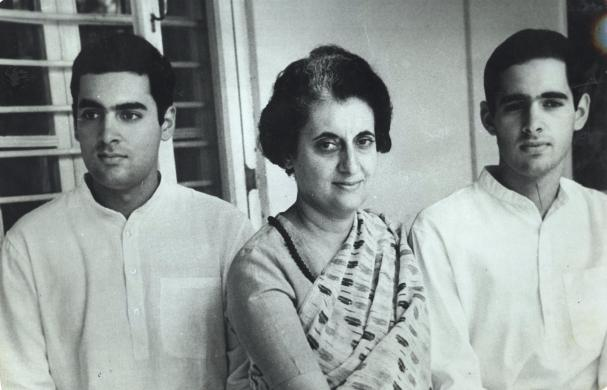
Rajiv, Indira y Sanjay Gandhi

Sanjay Gandhi संजय गाँधी (Nueva Delhi, 14 de diciembre de 1946-ibidem, 23 de junio de 1980) fue un político indio.
Como miembro de la dinastía Nehru-Gandhi, era considerado para suceder a su madre Indira Gandhi como cabeza del Partido Congreso Nacional Indio, pero debido a su temprana muerte en un accidente de avión, su hermano mayor Rajiv devino en heredero político de su madre, y le sucedió como Primer ministro de India después de su muerte.
La viuda de Sanjay Maneka Gandhi y su hijo Varun Gandhi son dirigentes políticos del Partido Popular Indio.